# Indianapolis 500 in 1966
De 50e Indianapolis 500 werd gereden op maandag 30 mei 1966 op de Indianapolis Motor Speedway.  Brits Formule 1 coureur Graham Hill won de race.

## Startgrid
| Rij | Binnen         | Midden         | Buiten          |
| --- | -------------- | -------------- | --------------- |
| 1   | Mario Andretti | Jim Clark      | George Snider   |
| 2   | Parnelli Jones | Lloyd Ruby     | Gordon Johncock |
| 3   | Jim McElreath  | Chuck Hulse    | Don Branson     |
| 4   | Jerry Grant    | Jackie Stewart | Billy Foster    |
| 5   | Rodger Ward    | Johnny Boyd    | Graham Hill     |
| 6   | Gary Congdon   | Mel Kenyon     | A.J. Foyt       |
| 7   | Dan Gurney     | Joe Leonard    | Roger McCluskey |
| 8   | Jim Hurtubise  | Al Unser       | Cale Yarborough |
| 9   | Carl Williams  | Arnie Knepper  | Bud Tingelstad  |
| 10  | Bobby Unser    | Eddie Johnson  | Al Miller II    |
| 11  | Bobby Grim     | Larry Dickson  | Ronnie Duman    |

## Race
| #                                                                           | Coureur             | Auto                 | Ronden | Opgave     |
| --------------------------------------------------------------------------- | ------------------- | -------------------- | ------ | ---------- |
| 1                                                                           | Graham Hill (R)     | Lola-Ford            | 200    |            |
| 2                                                                           | Jim Clark           | Lotus-Ford           | 200    |            |
| 3                                                                           | Jim McElreath       | Brabham-Ford         | 200    |            |
| 4                                                                           | Gordon Johncock     | Gerhardt-Ford        | 200    |            |
| 5                                                                           | Mel Kenyon (R)      | Gerhardt-Offenhauser | 198    |            |
| 6                                                                           | Jackie Stewart (R)  | Lola-Ford            | 198    | Mechanisch |
| 7                                                                           | Eddie Johnson       | Huffaker-Offenhauser | 175    | Mechanisch |
| 8                                                                           | Bobby Unser         | Huffaker-Offenhauser | 171    |            |
| 9                                                                           | Joe Leonard         | Eagle-Ford           | 170    | Mechanisch |
| 10                                                                          | Jerry Grant         | Eagle-Ford           | 167    |            |
| 11                                                                          | Lloyd Ruby          | Eagle-Ford           | 166    | Mechanisch |
| 12                                                                          | Al Unser            | Lotus-Ford           | 161    | Ongeval    |
| 13                                                                          | Roger McCluskey     | Eagle-Ford           | 129    | Mechanisch |
| 14                                                                          | Parnelli Jones      | Shrike-Offenhauser   | 87     | Mechanisch |
| 15                                                                          | Rodger Ward         | Lola-Offenhauser     | 74     | Mechanisch |
| 16                                                                          | Carl Williams (R)   | Gerhardt-Ford        | 38     | Mechanisch |
| 17                                                                          | Jim Hurtubise       | Gerhardt-Offenhauser | 29     | Mechanisch |
| 18                                                                          | Mario Andretti      | Brawner-Ford         | 27     | Mechanisch |
| 19                                                                          | George Snider       | Coyote-Ford          | 22     | Ongeval    |
| 20                                                                          | Chuck Hulse         | Watson-Ford          | 22     | Ongeval    |
| 21                                                                          | Bud Tingelstad      | Gerhardt-Offenhauser | 16     | Mechanisch |
| 22                                                                          | Johnny Boyd         | BRP-Ford             | 5      | Ongeval    |
| 23                                                                          | Don Branson         | Gerhardt-Ford        | 0      | Ongeval    |
| 24                                                                          | Billy Foster        | Vollstedt-Ford       | 0      | Ongeval    |
| 25                                                                          | Gary Congdon (R)    | Huffaker-Offenhauser | 0      | Ongeval    |
| 26                                                                          | A.J. Foyt           | Lotus-Ford           | 0      | Ongeval    |
| 27                                                                          | Dan Gurney          | Eagle-Ford           | 0      | Ongeval    |
| 28                                                                          | Cale Yarborough (R) | Vollstedt-Ford       | 0      | Ongeval    |
| 29                                                                          | Arnie Knepper       | Cecil-Ford           | 0      | Ongeval    |
| 30                                                                          | Al Miller II        | Lotus-Ford           | 0      | Ongeval    |
| 31                                                                          | Bobby Grim          | Watson-Offenhauser   | 0      | Ongeval    |
| 32                                                                          | Larry Dickson (R)   | Lola-Ford            | 0      | Ongeval    |
| 33                                                                          | Ronnie Duman        | Eisert-Ford          | 0      | Ongeval    |
| Gemiddelde snelheid : 231,966 km/h - Snelste Ronde : Jim Clark, 256,17 km/h |                     |                      |        |            |